# Mount Kathleen
Mount Kathleen är ett berg i Antarktis. Det ligger i Östantarktis. Nya Zeeland gör anspråk på området. Toppen på Mount Kathleen är 900 meter över havet, eller 527 meter över den omgivande terrängen. Bredden vid basen är 3,8 km.
Terrängen runt Mount Kathleen är varierad. Trakten är obefolkad. Det finns inga samhällen i närheten.